# Luca Vildoza
Luca Vildoza (* 11. August 1995 in Buenos Aires) ist ein argentinischer Basketballspieler, der auch über die Staatsangehörigkeit Italiens verfügt.

## Werdegang
Vildoza durchlief die Nachwuchsabteilung von Quilmes Mar del Plata und spielte ab 2011 für die Profimannschaft des Vereins. Nachdem er in der Saison 2016/17 in der argentinischen Liga Mittelwerte von 17,2 Punkten und 4 Korbvorlagen je Begegnung erzielt hatte, wechselte er im Sommer 2017 zum spanischen Erstligisten Saski Baskonia, nahm mit der Mannschaft an der Liga ACB sowie an der EuroLeague teil. 2020 wurde er mit Saski Baskonia spanischer Meister und als bester Spieler der Endspielserie ausgezeichnet. In der EuroLeague erzielte Vildoza im Spieljahr 2020/21 mit 10,3 Punkten den Höchstwert seiner Zeit bei Saski Baskonia.
Im Mai 2021 wurde er von den New York Knicks aus der nordamerikanischen NBA mit einem Vertrag ausgestattet, kam aber für die Mannschaft in keinem NBA-Spiel zum Einsatz, Anfang Oktober 2021 endete seine Zeit in New York mit der Vertragsauflösung. Anschließend unterzog er sich einer Fußoperation. Im April 2022 wechselte er zu den Milwaukee Bucks. Ein Ligaspiel bestritt er für die Mannschaft nicht. In der Vorbereitung auf die Saison 2022/23 wurde er von Milwaukee in drei Spielen zum Einsatz gebracht. Mitte Oktober 2022 wechselte Vildoza zu KK Roter Stern Belgrad.
Ende Juni 2023 gab Panathinaikos Athen seine Verpflichtung bekannt. Vildoza gewann mit Panathinaikos im Mai 2024 die Euroleague. Im Juni 2024 folgte der Gewinn des griechischen Meistertitels. Er wechselte anschließend innerhalb des Landes zu Olympiakos Piräus. Wie mit Panathinaikos im Vorjahr holte Vildoza in der Saison 2024/25 mit Piräus den griechischen Meistertitel.
Ende Juni 2025 nahm er ein Vertragsangebot von Virtus Bologna an. Dort wurde wie bei Saski Baskonia wieder Duško Ivanović sein Trainer.

### Nationalmannschaft
2015 gab Vildoza seinen Einstand in Argentiniens A-Nationalmannschaft. 2019 gewann er mit der Auswahl die Panamerikanischen Spiele.